# Veliki Preslav (obchtina)
Veliki Preslav (bulgare : Велики Преслав) est une obchtina de l'oblast de Choumen en Bulgarie. Elle tire son nom du site archéologique de Preslav.